# Horpe

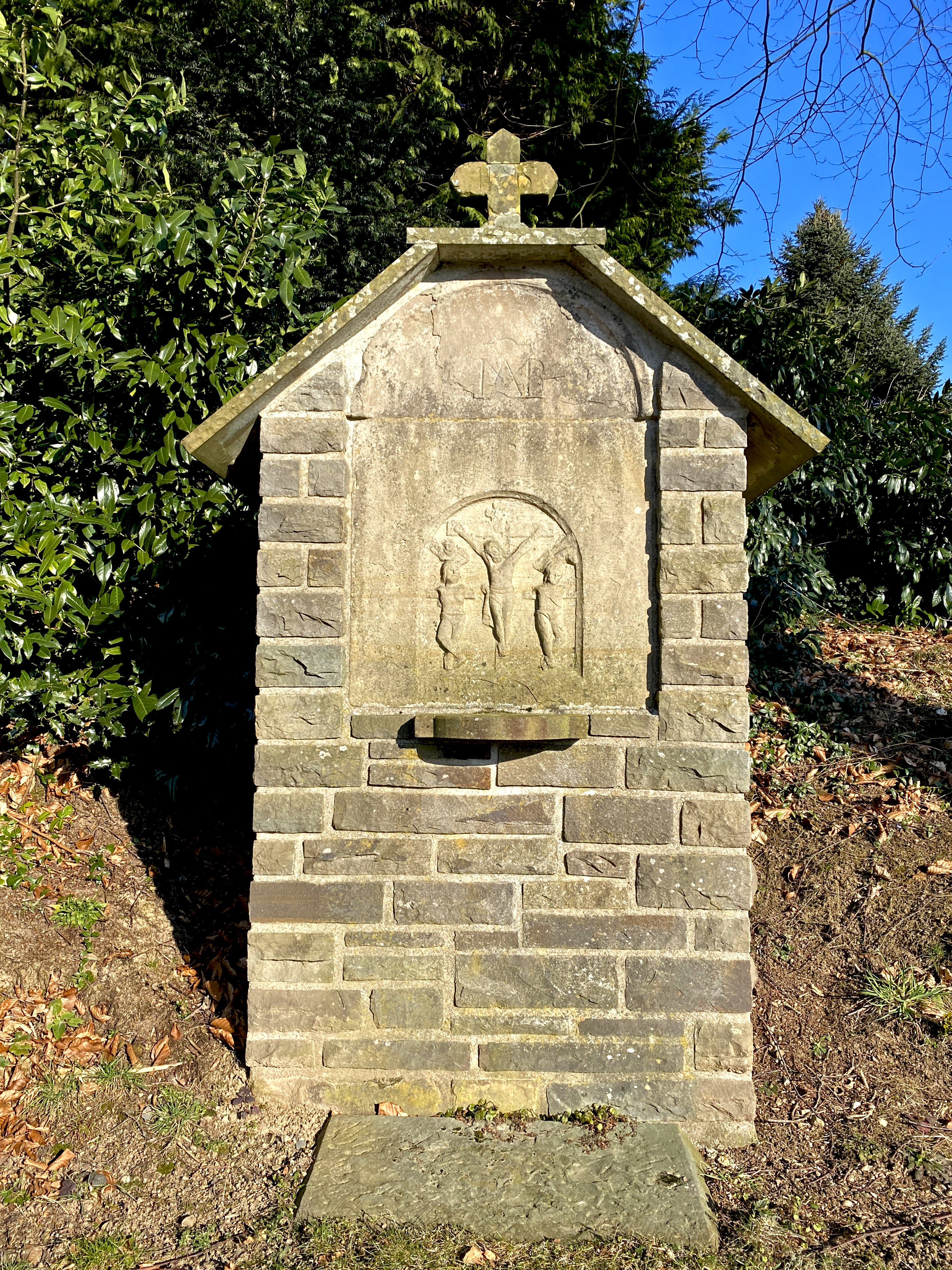
Baudenkmal Wegekreuz Horpestraße/Am Schlagbaum

Die Ortschaft Horpe ist ein Ortsteil der Gemeinde Lindlar, Oberbergischer Kreis im Regierungsbezirk Köln in Nordrhein-Westfalen (Deutschland).

## Lage und Beschreibung
Horpe liegt östlich von Lindlar auf dem Weg nach Remshagen und Engelskirchen.

## Geschichte
Horpe wurde 1413 das erste Mal als „horphaen“ erwähnt. Der Name setzt sich aus den Silben „hor“ bzw. „horu“ für Sumpf und „haen“ für die Hecke bzw. den umfriedeten Bezirk zusammen.
Ein Haus aus Horpe soll mit Material der teilweise abgebrochenen Kapelle in der Klause errichtet worden sein.

## Busverbindungen
Durch Horpe verkehrt die Linie 331 (Engelskirchen – Lindlar) meistens nur als TaxiBus, nur wenige Busse fahren an Schultagen. Die Linie 332 (Engelskirchen – Wipperfürth) fährt nur an Wochenenden und als TaxiBus über Horpe.

## Sehenswürdigkeiten
- Baudenkmal (BD 24) Fragment eines Wegekreuzes Am Schlagbaum/Horpestraße
- Baudenkmal (BD 182) Teil eines Wegekreuzes (eingelagert Horpestraße 38)
- Wegekreuz gegenüber Am Schlagbaum 5
- Ökomenische Schöpfungskapelle zw. Horpe und Remshagen

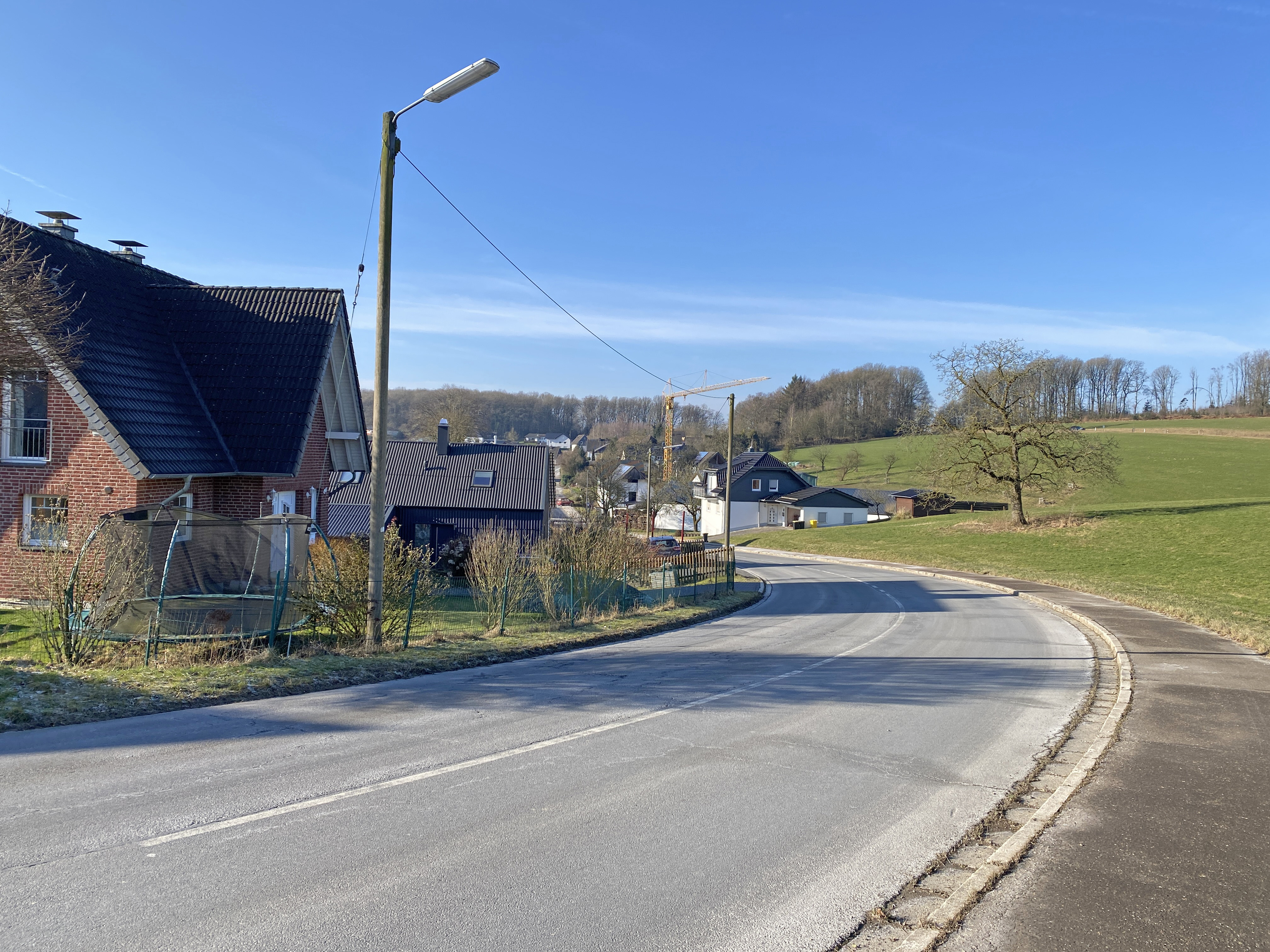
Horpestraße
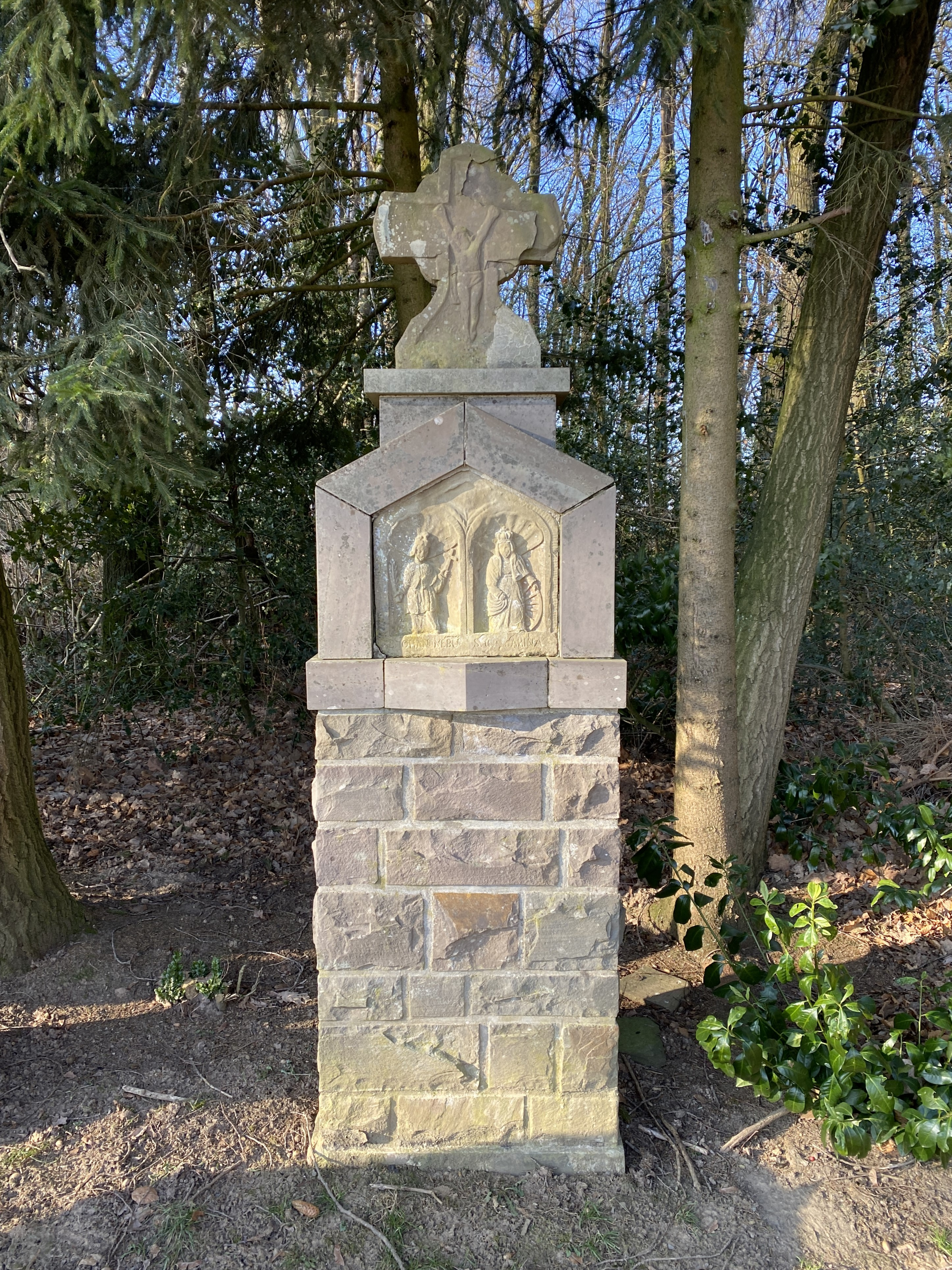
Wegekreuz Am Schlagbaum
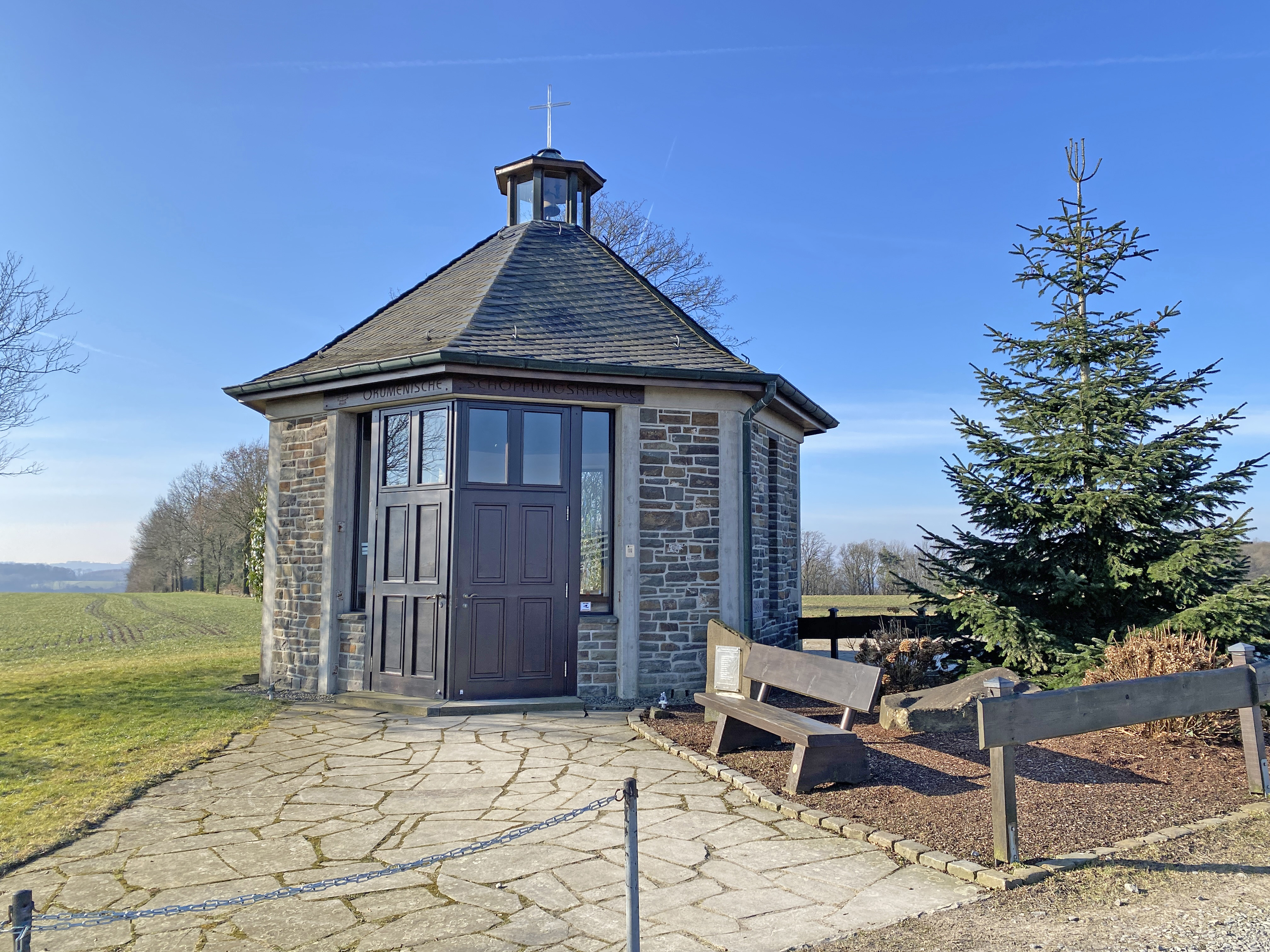
Ökomenische Schöpfungskapelle zwischen Horpe und Remshagen
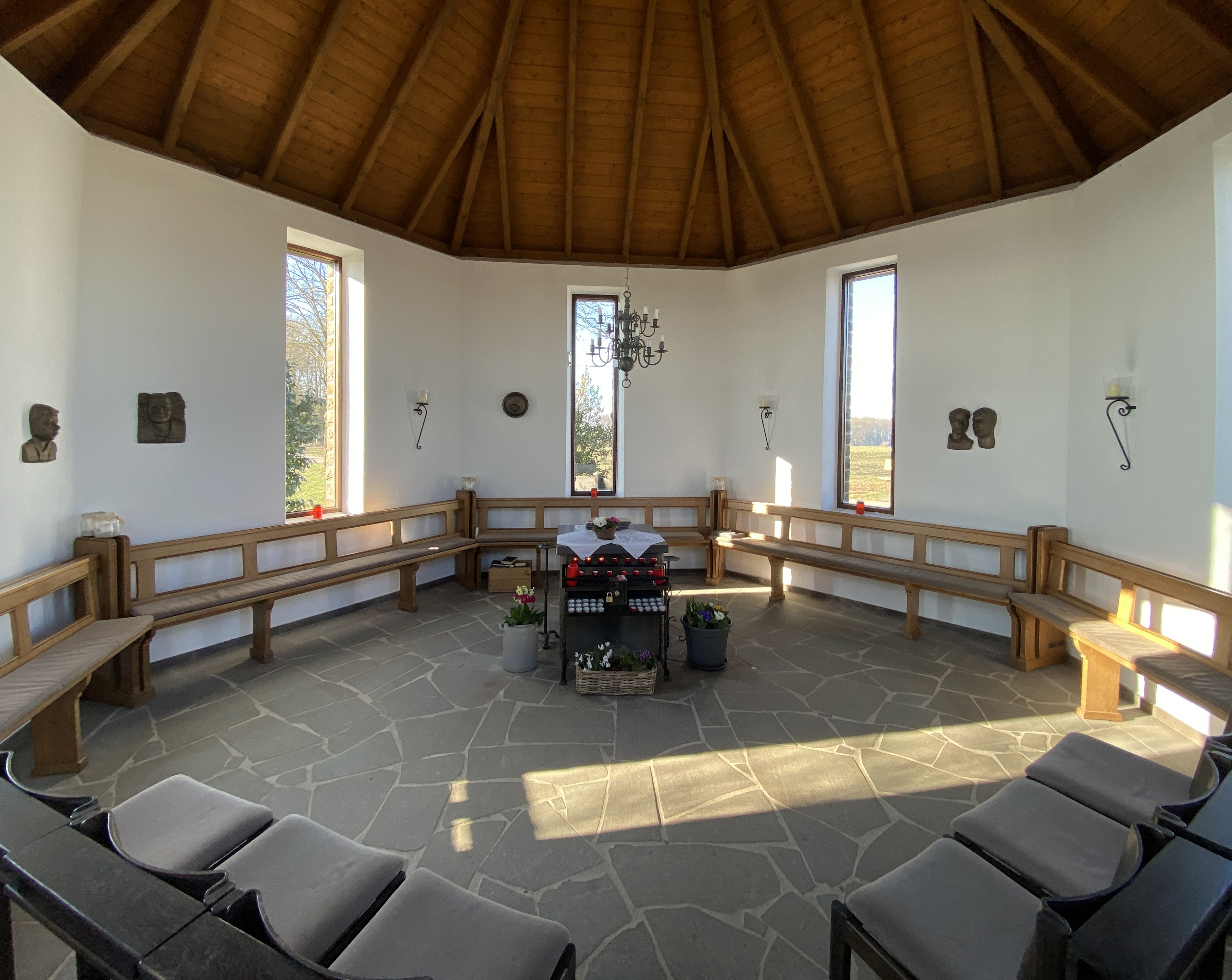
Interieur Schöpfungskapelle